# Брезичани (Приједор)
Брезичани су насељено мјесто у граду Приједор, Република Српска, БиХ. Према попису из 2013. у насељу је живјело 1.221 становника.

## Образовање
У насељу се налази Основна школа „Јован Цвијић”, по имену једног од највећих српских географа и етнолога. Ранији назив школе био је „Милан Егић”. Ово име школа је добила послије Другог свјетског рата по имену народног хероја Милана Егића из Народноослободилачке борбе који је рођен у Брезичанима. Године 1979. Школа је имала највише ученика, укупно 800, а године 2019. школа је имала само 142 ученика што је посљедица велике депопулације села, али и читаве регије Босанске Крајине.
Школа је институција око које се организују и друге активности као што је дјеловање различитих секција, али и рад Културно-умјетничког друштва „Милан Егић” које је основано 1970. године и упорно његује етнографско насљеђе свог краја, али и других крајева кроз изворно народно пјевање и фолклорне игре и плесове.

## Становништво
|                      | 2013.          | 1991.          | 1981.          | 1971.          | 1961.          |
| Укупно               | 1 221 (100,0%) | 1 648 (100,0%) | 1 572 (100,0%) | 1 544 (100,0%) | 1 439 (100,0%) |
| Срби                 | 1 123 (91,97%) | 1 159 (70,33%) | 1 078 (68,58%) | 1 215 (78,69%) | 1 132 (78,67%) |
| Бошњаци              | 58 (4,750%)    | 361 (21,91%)1  | 305 (19,40%)1  | 297 (19,24%)1  | 224 (15,57%)1  |
| Неизјашњени          | 10 (0,819%)    | –              | –              | –              | –              |
| Хрвати               | 6 (0,491%)     | 6 (0,364%)     | 8 (0,509%)     | 18 (1,166%)    | 38 (2,641%)    |
| Муслимани            | 5 (0,410%)     | –              | –              | –              | –              |
| Босанци и Херцеговци | 4 (0,328%)     | –              | –              | –              | –              |
| Непознато            | 4 (0,328%)     | –              | –              | –              | –              |
| Остали               | 4 (0,328%)     | 23 (1,396%)    | 20 (1,272%)    | 4 (0,259%)     | –              |
| Југословени          | 3 (0,246%)     | 99 (6,007%)    | 161 (10,24%)   | 10 (0,648%)    | 40 (2,780%)    |
| Православци          | 2 (0,164%)     | –              | –              | –              | –              |
| Словенци             | 1 (0,082%)     | –              | –              | –              | –              |
| Роми                 | 1 (0,082%)     | –              | –              | –              | –              |
| Македонци            | –              | –              | –              | –              | 2 (0,139%)     |
| Албанци              | –              | –              | –              | –              | 2 (0,139%)     |
| Црногорци            | –              | –              | –              | –              | 1 (0,069%)     |

1. 1 На пописима од 1971. до 1991. Бошњаци су пописивани углавном као Муслимани.

## Знамените личности
- Душан Егић, народни херој Југославије
- Милан Егић, народни херој Југославије
- Стево Рауш, народни херој Југославије